# Openbaar vervoer in Breda
Het openbaar vervoer in Breda bestaat uit treinverbindingen van de Nederlandse Spoorwegen en stads- en streekbussen van Arriva. Breda beschikt over twee stations, station Breda en station Breda-Prinsenbeek. Het station Breda ligt in het centrum. Station Breda-Prinsenbeek ligt in de Haagse Beemden. Station Breda is in 2006 uitgebreid met een extra eilandperron. Hiermee kon de aansluiting op de HSL-Zuid gerealiseerd worden.
Vanaf het centraal station vertrekken treinen in richting Amsterdam, Arnhem, Den Haag, Dordrecht, Eindhoven, Roosendaal en Zwolle. Sinds 9 april 2018 rijdt er elk uur (zestien keer per dag) een internationale trein in richting Antwerpen en Brussel.  
Vanaf het busstation vertrekken stadsbussen naar verschillende wijken van de stad, alsook streekbussen naar plaatsen in de regio. Naar Utrecht rijdt de Brabantliner, naar Etten-Leur en Oosterhout de HOV-verbinding Bravodirect.
Bij het centraal station is beperkte parkeergelegenheid voor auto's. Verder zijn er een bewaakte fietsenstalling, en meerdere onbewaakte fietsenstallingen. De Nederlandse Spoorwegen biedt de reiziger ook de treintaxi aan, maar ook de gemeente Breda heeft een taxistandplaats ingericht. Bij station Breda-Prinsenbeek staan fietskluizen, onbewaakte fietsenstallingen en een parkeerplaats.

## Geschiedenis
Van 1883-1929 was er openbaar vervoer van onder meer het voormalige dorp Ginneken naar de binnenstad van Breda dat verzorgd werd door de Ginnekensche Tramweg Maatschappij. Vanaf 1929 kwamen er bussen van de BBA.

## Treinverbindingen
De volgende treinseries halteren in de dienstregeling 2025 te Breda:
| Serie      | Treinsoort                    | Route | Bijzonderheden |
| ---------- | ----------------------------- | --- | --- |
| 1100       | Intercity (NS)                | Den Haag Centraal – Den Haag HS – Delft – Rotterdam Centraal – Breda – Tilburg – Eindhoven Centraal                                                      | Via HSL. Stopt niet in Schiedam Centrum en Rotterdam Blaak.                                                                      |
| 1800       | Intercity direct (NS)         | Breda – Rotterdam Centraal – Schiphol Airport – Amsterdam Zuid – Duivendrecht – Hilversum – Amersfoort Centraal – Amersfoort Schothorst                  | Via HSL. Rijdt na circa 20:00, op zaterdagochtend tot 9:00 en op zondagochtend tot 9:30 niet tussen Breda en Rotterdam Centraal. |
| 3600       | Intercity (NS)                | Roosendaal – Breda – Tilburg – 's-Hertogenbosch – Nijmegen – Arnhem Centraal – Dieren – Zutphen – Deventer – Zwolle                                      | |
| 6600       | Sprinter (NS)                 | Dordrecht – Breda-Prinsenbeek – Breda – Tilburg – 's-Hertogenbosch – Nijmegen – Arnhem Centraal                                                          | Rijdt alleen doordeweeks tot 19:00 uur tussen Nijmegen en Arnhem Centraal v.v.                                                   |
| 9200 IC 35 | EuroCity, Beneluxtrein (NMBS) | Rotterdam Centraal – Breda – Noorderkempen – Antwerpen-Centraal – Mechelen – Brussels Airport-Zaventem – Brussel-Noord – Brussel-Centraal – Brussel-Zuid | Via HSL Schiphol - Antwerpen. |
| 21410      | Intercity (NS)                | Rotterdam Centraal – Breda – Eindhoven Centraal | Nachtnet. Rijdt alleen in de nachten volgend op vrijdag en zaterdag.                                                             |

## Busverbindingen
Alle bussen vallen onder de concessie West-Brabant geëxploiteerd door Arriva (tenzij anders vermeld).

### Stadsbussen
De stadsdienst van Breda bestaat uit verschillende buslijnen van Arriva, die allemaal bij elkaar komen op het centraal station.
| Lijn | Route | Bijzonderheden                                                                                |
| ---- | --- | --------------------------------------------------------------------------------------------- |
| 1    | Breda: Hoge Vucht - Wisselaar - Centraal Station - Brabantpark - Heusdenhout                                                         |                                                                                               |
| 2    | Breda: Kievitsloop - Gageldonk - Schorsmolen - Centrum - Centraal Station - Geeren - Hoge Vucht                                      |                                                                                               |
| 3    | Breda: Haagse Beemden - Kesteren - Gageldonk - Belcrum - Centraal Station - Centrum - Amphia Ziekenhuis - IJpelaar - Nieuw Wolfslaar |                                                                                               |
| 4    | Breda: Princenhage - Heuvel - Centrum - Centraal Station - Krogten - Asterd - Haagse Beemden                                         |                                                                                               |
| 5    | Breda: Heusdenhout - Brabantpark - Centraal Station - Centrum - Zandberg - Overakker - Nieuw Wolfslaar                               |                                                                                               |
| 8    | Breda: Centraal Station - BUas | Schoolbus; 's ochtends richting BUas St. Ignatiusstraat, 's middags richting Centraal Station |
| 9    | Breda: Centraal Station - Amphia Ziekenhuis                                                                                          | Schoolbus; 's ochtends richting Amphia Ziekenhuis, 's middags richting Centraal Station       |

### Streekbussen
| Lijn | Route                                                                         | Bijzonderheden                         |
| ---- | ----------------------------------------------------------------------------- | -------------------------------------- |
| 170  | Breda - Dorst - Rijen - Hulten - Gilze                                        |                                        |
| 171  | Breda - Bavel                                                                 | Rijdt niet 's avonds en in het weekend |
| 172  | Breda - Terheijden - Wagenberg - Hooge Zwaluwe - Lage Zwaluwe                 | Rijdt niet 's avonds en in het weekend |
| 173  | Breda - Terheijden - Wagenberg - Langeweg - Zevenbergen - Klundert - Fijnaart | Rijdt niet 's avonds en op zondag      |
| 176  | Breda - Galder - Meersel-Dreef                                                | Rijdt niet 's avonds en in het weekend |

### Bravodirect
| Lijn | Route                                                                                                 | Bijzonderheden |
| ---- | --- | -------------- |
| 370  | Etten-Leur - Breda - Teteringen - Oosterhout - Raamsdonksveer - Geertruidenberg                       |                |
| 371  | Etten-Leur - Breda - Teteringen - Oosterhout - Oosteind - Dongen - Tilburg                            |                |
| 372  | Breda - Teteringen - Oosterhout                                                                       |                |
| 373  | Breda - Prinsenbeek - Zwartenberg - Zevenbergen                                                       |                |
| 374  | Made - Wagenberg - Terheijden - Breda - Effen - Rijsbergen - Zundert                                  |                |
| 375  | Breda - Ulvenhout - Chaam - Gaarshof - Baarle-Nassau                                                  |                |
| 380  | Oud Gastel - Oudenbosch - Hoeven - Etten-Leur - Breda - Oosterhout - Raamsdonksveer - Geertruidenberg |                |

### Brabantliner
| Lijn | Route                                                                                     | Bijzonderheden                            |
| ---- | ----------------------------------------------------------------------------------------- | ----------------------------------------- |
| 500  | (Breda -) Oosterhout - Raamsdonksveer - Hank - Nieuwendijk - Sleeuwijk - Vianen - Utrecht | Breda wordt alleen in het weekend bediend |
| 501  | Breda - Hank - Nieuwendijk - Sleeuwijk - Vianen - Utrecht                                 | Rijdt niet 's avonds en in het weekend    |
| 502  | Breda - Hank - Nieuwendijk - Sleeuwijk - Gorinchem                                        | Rijdt niet 's avonds en in het weekend    |